# Strada provinciale 76 Stiore
La strada provinciale 76 Stiore è una strada provinciale italiana della città metropolitana di Bologna.

## Percorso
Ha inizio a Monteveglio dalla SP 27. Procede inizialmente lungo il torrente verso est, quindi, a Stiore, piega verso sud. Per un tratto si trova nel comune di Monte San Pietro, poi torna in quello di Valsamoggia e, a Fagnano, attraversa il torrente per salire brevemente fino a Zappolino. Lì termina incontrando di nuovo la SP 27.